# Plaga de talps del 2007 a Castella i Lleó

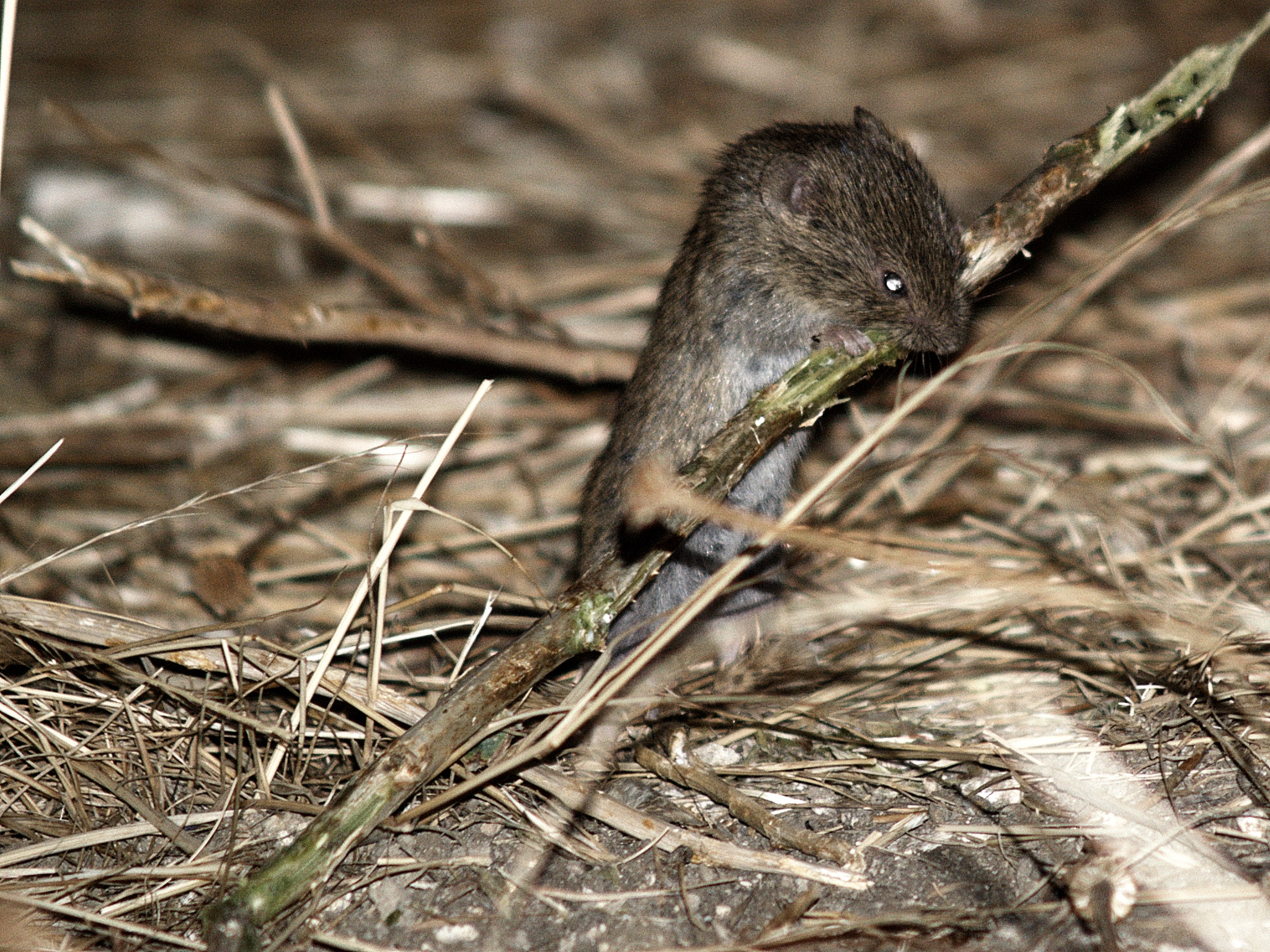
Talp en plena acció en la localitat val·lisoletana de Campaspero, que encara que no ha estat de les més afectades, també ha sentit els espertenecs de la plaga.

La plaga de talps a Castella i Lleó de 2007 va començar a desenvolupar-se a principis de l'estiu de 2006 en aquesta comunitat autònoma espanyola, concretament a la província de Palència. La plaga va adquirir rellevància a partir de l'estiu de 2007, quan els camps de l'altiplà es van veure replets d'aquests rosegadors que arrasaven els cultius, especialment els de regadiu. Després d'un estiu devastador, la plaga es va donar per finalitzada institucionalment a la fi de setembre de 2007, en haver descendit la densitat d'aquests rosegadors en tota la comunitat, però l'abundància d'aquests encara va ser anormal durant els tres mesos següents. Solament després de l'arribada de les gelades i el fred dels mesos de novembre i desembre va acabar definitivament. El culpable va ser el talp camperol (Microtus arvalis), que va arrasar els cultius de l'altiplà nord. Aquesta espècie euroasiàtica únicament havia penetrat en la península Ibèrica fins a la Serralada Cantàbrica, on es va diferenciar i va arribar a ser una subespècie que rep el nom de Microtus arvalis asturianus. Aquesta va començar a estendre el seu hàbitat cap al sud, alliberant-se dels seus depredadors naturals, les rapinyaires. En anys normals, la seva població no arribava a superar els 100 milions, però en l'estiu de 2007, s'estima que van aconseguir almenys els 700. Van arrasar un total de 500.000 hectàrees de cultius i van provocar pèrdues per valor de 15 milions d'euros. La seva voracitat els va portar a ser qualificats com l'assot de Castella.
Va estar present en tota la comunitat de Castella i Lleó, sent les més afectades les províncies de Valladolid, Segòvia, Palencia i Zamora, especialment a les zones de Terra de Campos, i a la zona limítrofa amb Terra de Medina, en la qual conflueixen altres províncies com Salamanca i Àvila. A més, va arribar a situar-se en els municipis de l'Allisti, a punt de creuar a Portugal.

## Causes
Les causes de la plaga d'aquests rosegadors són nombroses, una suma de factors que ha arruïnat collites senceres, especialment de remolatxa, patata, ceba i pastanaga. L'hivern de la Meseta, caracteritzat per ser el més fred de la península Ibèrica, va anar en 2007 més benèvol, reduint-se el nombre de gelades, que pràcticament no van existir. L'hivern va donar pas a la primavera, que va continuar amb unes temperatures lleugerament superiors a la mitjana. Tot això va propiciar una explosió demogràfica en els talps, un animal que es caracteritza per reproduir-se molt ràpid i aconseguir una maduresa sexual en poc temps. És una espècie que presenta diversos parts anuals, amb diverses cries per ventrada, per la qual cosa l'explosió es va produir sense massa dificultat.
S'ha assenyalat, així mateix, com a causa de la proliferació dels talps la denúncia que van presentar grups ecologistes davant la Junta de Castella i Lleó, al març de 2007, contra l'ús de verí que s'estava emprant per detenir la incipient plaga. Des de l'Associació de Joves Agricultors (ASAJA) han culpat a l'administració i als grups ecologistes per la paralització de les mesures preventives que, en la seva opinió, podria haver impedit l'elevada magnitud de la crisi.

## El talp camperol

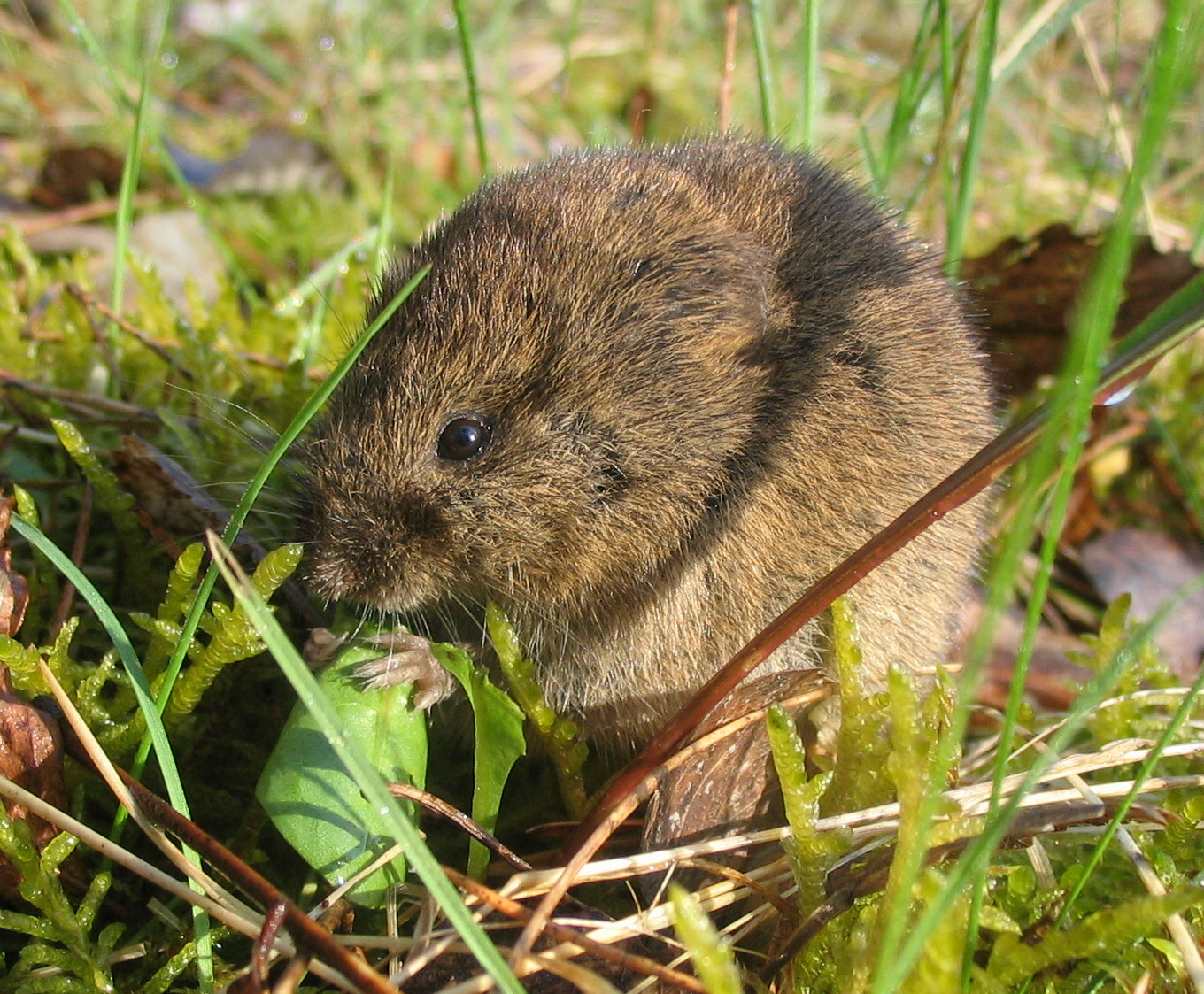
Talp camperol.

El talp camperol de l'altiplà Nord espanyola és una subespècie ibèrica denominada Microtus arvalis asturianus que es distingeix dels altres membres de l'espècie per trets molt lleus. Aquest, concretament, és originari de la meitat nord de la península Ibèrica i no és igual al M. a. meridionalis, que habita els Pirineus, ni al M. a. arvalis europeu (encara que les diferències són tan subtils que només poden distingir-se en comparar-los detingudament), així com del talp campestre (Microtus agrestis), tots ells adaptats a biòtops més humits que el primer. Alguns autors neguen l'existència de la subespècie pirinenca, que és massa semblada a l'europea, però accepten la distinció de la subespècie de la meseta en funció de la seva grandària i del seu aïllament biogeogràfic.
La subfamília Arvicolinae està formada per més de 130 espècies de talps herbívors dels quals, només a Espanya, existeixen 10 (una espècie de Chionomys, una altra de Clethrionomys, dues de Arvicola i sis de Microtus). El talp camperol castellà i lleonès és un dels de major grandària: longitud (inclosa la cua) de fins a 144 mm, pes de fins a 72 grams. El seu aspecte és arrodonit, de coll curt, cos rodanxó, musell molt ample de mandíbules poderoses, pelatge marró clar i dors grisenc. Un dels seus trets distintius respecte a altres micròtids és que les orelles, encara que petites, són visibles i que els arcs zigomàtics estan ben desenvolupats.
Com s'ha dit, en la resta d'Europa habita la subespècie Microtus arvalis arvalis que ocupa tota la zona centro-atlàntica, des de Rússia central a França. No semblen existir a les zones insulars (excepte alguna excepció) i tampoc són habituals a l'àrea mediterrània.

## Extensió del talp per províncies
La província de Palència, lloc on es va originar la plaga és la província més afectada per l'extensió dels talps seguida de Valladolid i Zamora. Per la seva banda, la província de Sòria ha estat en la qual la plaga ha tingut una menor repercussió.

## Conseqüències de les plagues de talps camperols
Des del punt de vista ecològic, les explosions demogràfiques de talps tenen efectes perjudicials, però també algunes conseqüències beneficioses; per exemple, en ser animals excavadors, els seus caus generen certs beneficis per a la terra, incrementant la seva fertilitat, en augmentar la matèria orgànica subterrània (com la vegetació enterrada, la femta o els seus propis cadàvers en descomposició); així mateix, augmenten la ventilació del terreny i ho fan més esponjós; finalment, afavoreixen els processos edafològics en remoure el sòl en les seves excavacions i facilitar la filtració d'aigua. Alguns investigadors han arribat a afirmar que «L'abundància de talps a Castella i Lleó durant les últimes dècades ha contribuït a augmentar la diversitat faunística de la vall del Duero».
No obstant això, com s'ha vist, també tenen els seus efectes nocius: un dels més preocupants és que aquests petits animals poden ser vehicle de transmissió de greus malalties que afecten tant a animals amb els quals conviuen o als quals alimenten, com a éssers humans. Concretament, el Microtus arvalis és conegut en àmbits científics per ser hoste de nombrosos paràsits i portador de diverses patologies, com a malalties víriques com la ràbia o el hantavirus, malalties bacterianes com la leptospirosis (o malaltia de Weil), la listeriosis, la borreliosi (o malaltia de Lyme) i, la més temuda, la tularèmia. Entre els paràsits es troben des de protozous (babesiosis), fins a helmints (hidatidosis).

### Mesures preventives
Una plaga en estat avançat és impossible d'erradicar, com a màxim es pot contenir el seu nombre, es poden eliminar alguns focus o es poden pal·liar els seus danys; però per tenir èxit és necessari prevenir-la, i el primer pas per a això és el cens de les poblacions d'animals nocius. Els censos de talps han de realitzar-se en regions concretes, aquelles que habitualment són les més proclius, amb mètodes de trampeo homologats, tal com s'ha indicat més amunt o per mitjà de l'observació.
El cens pot ser la millor orientació de la futura evolució de la població de rosegadors, en el cas de Microtus arvalis, si les poblacions censades al gener no superen les 50 un./ha el perill pot considerar-se inexistent. Si aquesta quantitat se supera i, encara més, si l'hivern és suau, cal començar a actuar per prevenir la plaga.
Quan l'aliment és escàs, l'ús de verí (sempre sota control de les autoritats pertinents) és molt efectiu, ja que els talps no tenen moltes opcions enfront dels esquers oferts. Això és, el verí és molt més efectiu a l'hivern.
Altres mesures preventives eficaces consisteixen a ajudar i protegir els enemics naturals dels petits rosegadors (rapaces, mosteles, guineus, cigonyes…): la llei ha de protegir les rapaces i es poden instal·lar posaderos o llocs de niament i cria.